# 藤岡麻菜美
藤岡麻菜美（日语：／ Fujioka Manami，1994年2月1日—），日本女子籃球運動員，效力於JX-ENEOS向日葵，主要位置為控球後衛。

## 經歷
- 中山MBC - 市川市立第四中學校（日语：市川市立第四中学校） - 千葉英和高等學校（日语：千葉英和高等学校） - 筑波大學 - JX-ENEOS向日葵（日语：JX-ENEOSサンフラワーズ）（2016年－）

## 日本代表經歷
- 2009年亞洲U16青年女子籃球錦標賽
- 2010年U17世界青年女子籃球錦標賽
- 2012年亞洲U18青年女子籃球錦標賽
- 2013年U19世界青年女子籃球錦標賽
- 2015年夏季世界大學運動會
- 2015年威廉·瓊斯盃國際籃球邀請賽
- 2016年威廉·瓊斯盃國際籃球邀請賽
- 2017年女子亞洲盃籃球賽
- 2017年夏季世界大學運動會
- 2018年女子世界盃籃球賽

## 外部連結
- 藤岡麻菜美 - JX-ENEOSサンフラワーズ （日語）
- 藤岡麻菜美 - WJBL （页面存档备份，存于） （日語）
- 藤岡麻菜美的X（前Twitter）
- 藤岡麻菜美的Instagram帳戶